# Carum
Carum là chi thực vật có hoa trong họ Apiaceae.

## Hình ảnh

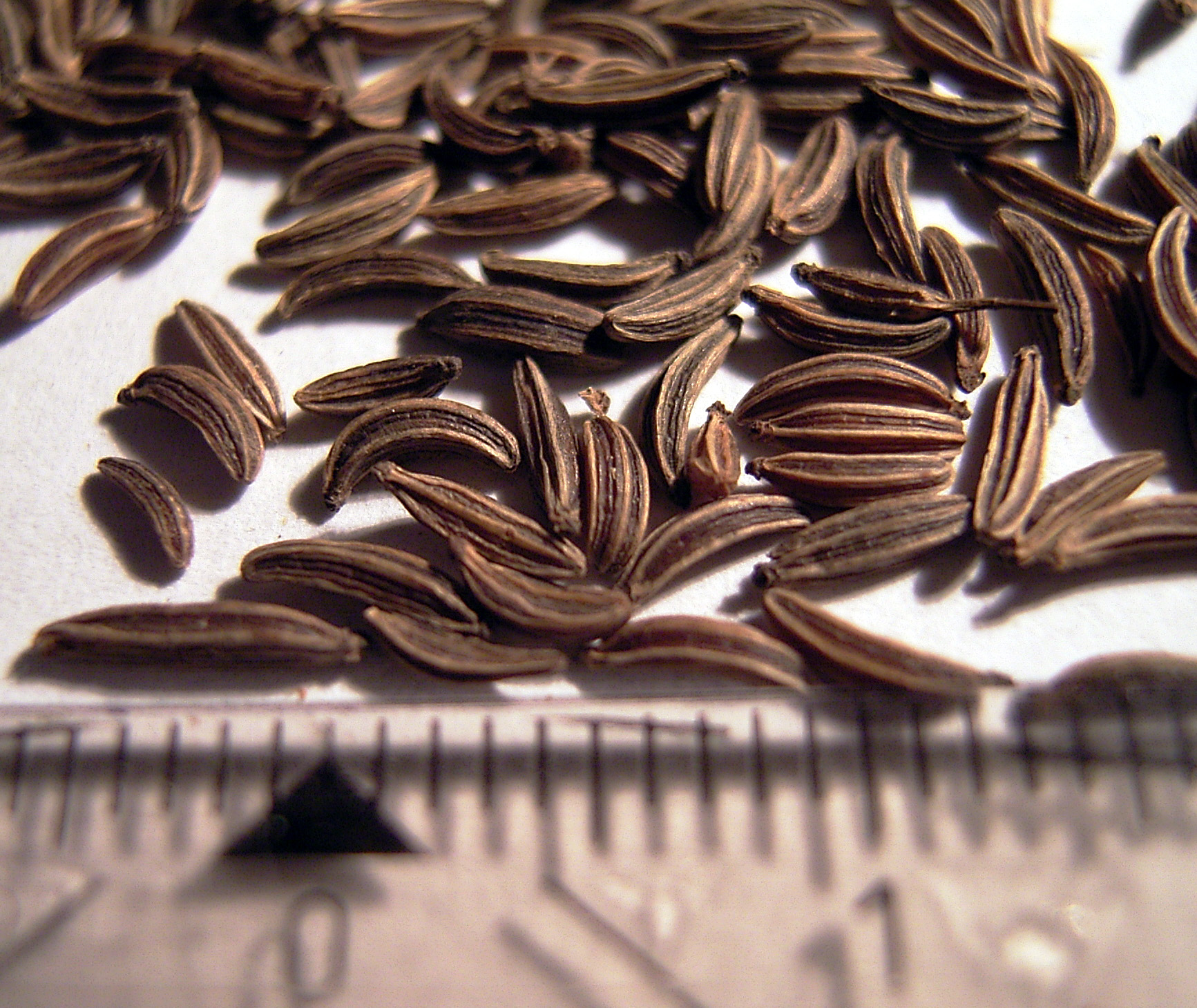
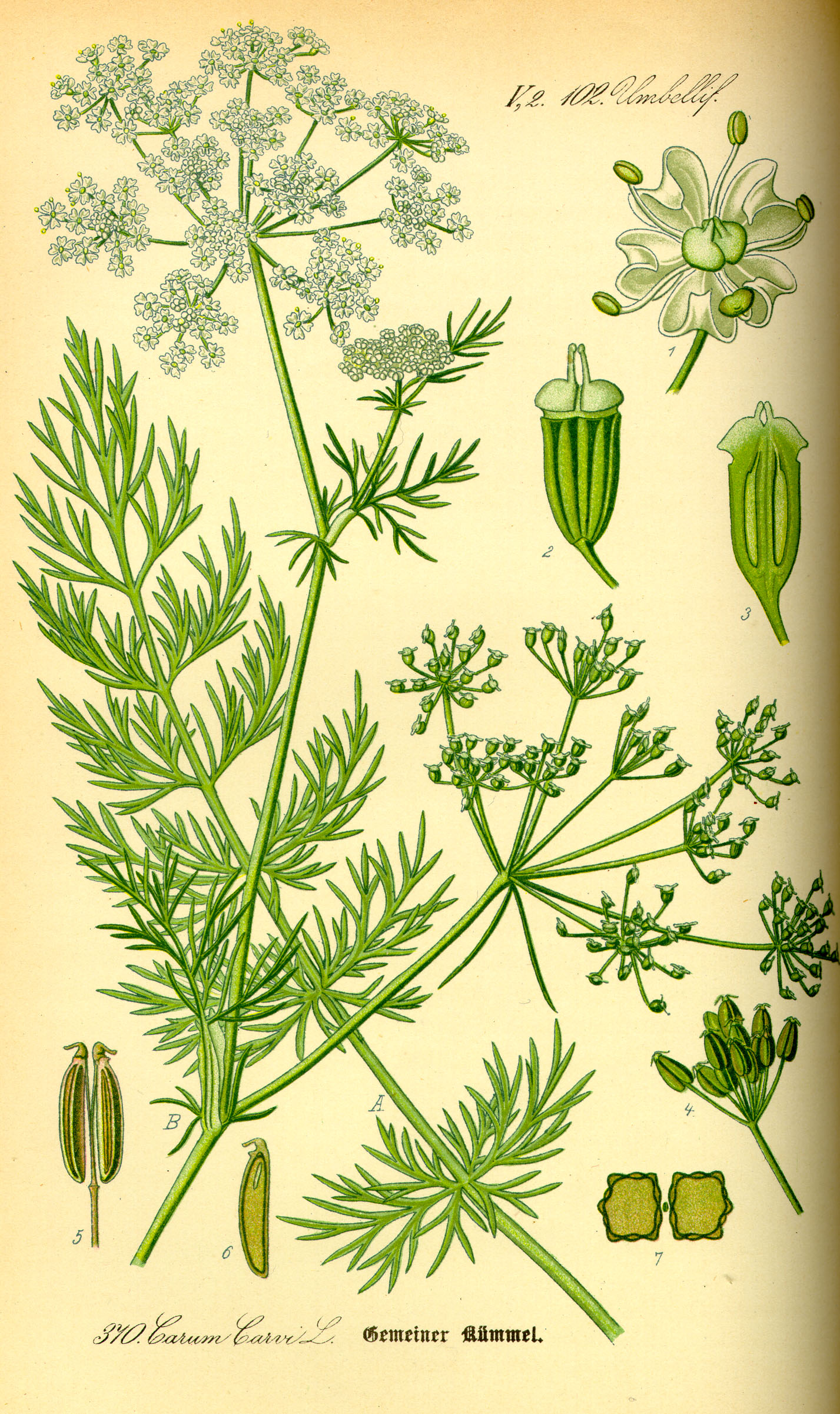
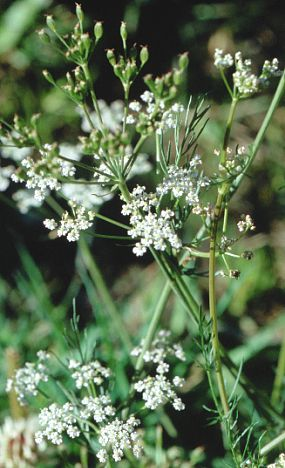

## Các loài
- Carum atrosanguineum
- Carum bretschneideri
- Carum buriaticum
- Carum carvi
- Carum diversifolium
- Carum foetidum
- Carum incrassatum Boiss
- Carum heldreichii Boiss
- Carum multiflorum Boiss
- Carum rigidulum (Viv.) Koch
- Carum verticillatum